# 德国自由民主党
德国自由民主党（德語：Liberal-Demokratische Partei Deutschlands，缩写为LDPD）是一个东德政党。该党同其他德国统一社会党的卫星党一样加入了国家阵线，此党在人民议会占有52个席位。

## 成立
第二次世界大战结束后的1945年6月，瓦尔德马·科赫及其岳父欧根·希费尔开始筹划重建魏玛共和国时代的德国民主党。虽然最初曾考虑联合其他势力建立一个统一的中右翼民主党，但1945年7月5日德国自由民主党正式成立后该设想被抛弃。
与东德的德国基督教民主联盟不同的是，该党坚定不移地支持私有制、反对重要私企國有化，虽然该党属于反法西斯主義政党，但这一政党是当时东德政党中最反共的。
在党内斗争以及苏联当局施压后，威尔海姆·库尔茨于1945年11月接替了瓦尔德马·科赫的职务。
1946年最后一次自由选举时，德国自由民主党为东德第三大党，次于统一社会党和基民盟。

## 合并的尝试

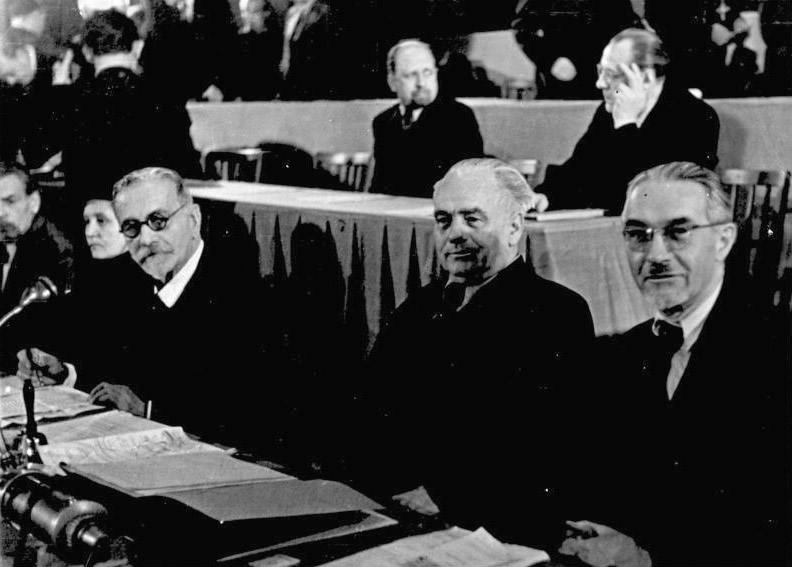
1947年12月威尔海姆·库尔茨和威廉·皮克、奥托·努施克参加人民大会

1946年7月，自由民主党和其他自由主义政党在西方占领区成立了联合协调委员会，其目的是形成一个全德国的自由民主党——德国民主党。1947年3月17日德国自由民主党在罗滕堡筹划建党。威尔海姆·库尔茨和特奥多尔·豪斯（西方自由主义者代表）担任共同主席。由于威尔海姆·库尔茨参与了统一社会党背景的“德国人民统一、和平和正义大会”，该党拒绝了西德自由派进一步的要求，合并的进程很快陷于停滞。1948年1月18日威尔海姆·库尔茨拒绝参与党联合领导，统一的德国自由民主党近乎停止活动。

## 卫星党

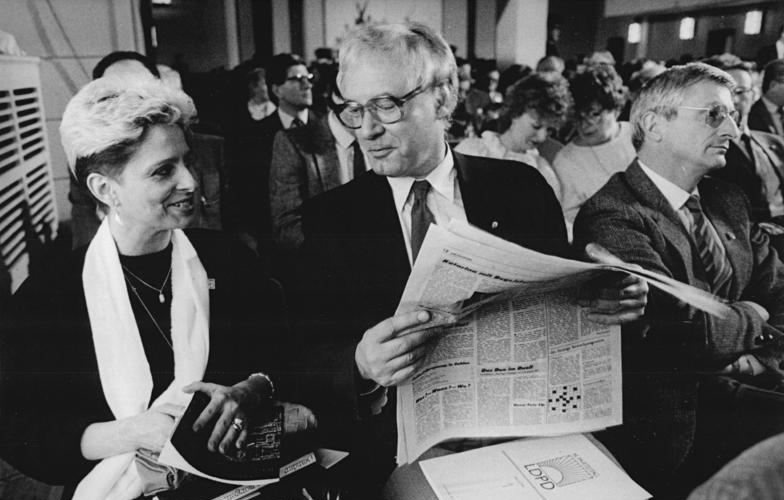
1987年党代表大会

1949年后，自由民主党同其他东德合法政党一样，成为了统一社会党的“助手”政党并加入了全国阵线，其最初的理念均被放弃。自由民主党党员约翰尼斯·狄克曼在1949-1969年间担任人民议会主席以及1949-1960年间的东德副总统职务。1967-1990年，曼弗雷德·格拉赫党主席。虽然该党原名为“自由民主党”，但在1951年，为响应统一社会党统一全德国的宣传，党名中加上了“德国”一词。
虽然格拉赫起初忠于统一社会党，但在1980年代立场逐步趋于独立。1990年2月9日—10日，该党在德累斯顿召开代表大会，决定恢复原名“自由民主党”；3月27日，该党并入自由民主人士协会；8月11日，自由民主人士协会并入西德的自由民主党。